# Muraltia demissa
Muraltia demissa är en jungfrulinsväxtart som beskrevs av Donald Dungan Dod. Muraltia demissa ingår i släktet Muraltia och familjen jungfrulinsväxter. Inga underarter finns listade i Catalogue of Life.